# Ȗ
Cette page contient des caractères spéciaux ou non latins. S’ils s’affichent mal (▯, ?, etc.), consultez la page d’aide Unicode.
Ȗ (minuscule : ȗ), appelé U brève inversée, est un graphème utilisé dans la notation de phonologie ou de poésie du croate ou du slovène.
Il s'agit de la lettre U diacritée d'une brève inversée.

## Représentations informatiques
Le U brève inversée peut être représenté avec les caractères Unicode suivants :
- précomposé (latin de base, diacritiques) :

| formes    | représentations | chaînes de caractères | points de code | descriptions                              |
| --------- | --------------- | --------------------- | -------------- | ----------------------------------------- |
| capitale  | Ȗ               | Ȗ                     | U+0216         | lettre majuscule latine u brève renversée |
| minuscule | ȗ               | ȗ                     | U+0217         | lettre minuscule latine u brève renversée |

- décomposé (latin de base, diacritiques) :

| formes    | représentations | chaînes de caractères | points de code | descriptions                                          |
| --------- | --------------- | --------------------- | -------------- | ----------------------------------------------------- |
| capitale  | Ȗ               | U◌̑                    | U+0055 U+0311  | lettre majuscule latine u diacritique brève renversée |
| minuscule | ȗ               | u◌̑                    | U+0075 U+0311  | lettre minuscule latine u diacritique brève renversée |